# فرودگاه هافورد
فرودگاه هافورد (به انگلیسی: Hafford Airport) یک فرودگاه همگانی است که یک باند فرود چمن دارد و طول باند آن ۱۱۱۳ متر است. این فرودگاه در کشور کانادا قرار دارد و در ارتفاع ۵۹۰ متری از سطح دریا واقع شده‌است.